# Robert Browne
Robert Browne (1540-1630), clérigo anglicano, é considerado o primeiro teórico do Congregacionalismo.
Ele nasceu em Tolethorpe Hall, em Rutland, Inglaterra. Foi estudante de Cambridge, e recebeu garu em 1572. Adotou princípios separatistas e fundou em Norwich, juntamente com seu amigo Robert Harrison, uma igreja separatista por volta de 1580. Por sua pregação resultou ser preso várias vezes. Emigrou, junto com seu grupo, para os Países Baixos, onde, em 1582 publicou alentado volume contendo três tratados: "Tratado da Reforma sem Esperar por Ninguém..." Nesta obra, Browne descrevia a verdadeira Igreja como o ajuntamento local de cristãos, unidos a Cristo e uns aos outros por pacto voluntário. Assim, cada Igreja local tem Cristo como cabeça imediata, cada uma se auto-governa (submetidas a Cristo), escolhe seus oficiais e cada membro é responsável pelo bem-estar do todo. Nenhuma Igreja tem autoridade sobre outra, mas todas devem se ajudar fraternalmente.
No final de sua vida bastante tumultuada, Browne se conformou (ao menos exteriormente) à Igreja estabelecida, em outubro de 1585. Passou o resto de sua vida como ministro da Igreja Anglicana, mas indicara princípios que sobreviveriam a ele e influenciariam a outros grupos.